# Cojímar
Cojímar es una localidad de Cuba, situada a unos 7 km de La Habana, que forma parte del municipio de la Habana del Este. Cuenta con 20.390 habitantes.

## Toponimia
Cojímar proviene del idioma taíno y significa entrada de agua en tierra fértil.

## Localización
El poblado de Cojímar se encuentra situado al este de la ciudad de La Habana, aproximadamente en los 23.2° de latitud norte y a los 82.3° de longitud oeste. Tiene 4,2 km² de superficie.

## Fundación de la localidad
Oficialmente Cojímar nunca fue fundada, pero se ha tomado para la historia como fecha de su fundación la terminación del castillito el 15 de julio de 1649.
Sin embargo, su fundación se celebra el 16 de ese mismo mes y año, Día de la Virgen del Carmen, estrella del mar y patrona de los navegantes según la creencia católica. Desde 1879 se celebra este día la fiesta patronal.

## Población
Según patrón de Cojímar, finalizando el siglo XIX aumenta su población a 1.613 habitantes. Desde los primeros tiempos se asentaron pescadores de humilde vivir, y aunque presentes en todas las épocas nunca constituyeron fuerzas mayoritarias. El censo de la República de Cuba de 1943 registra en Cojímar una población de 7.051 habitantes. El censo de población de 2016 publicado por la Oficina Nacional de Estadística e Información de Cuba, indica una población de 21 102 habitantes.

## Historia y datos

### Primeros pobladores
Luego de los originarios, los primeros pobladores están vinculados a la fundación del pueblo de indios de Guanabacoa, y el primer núcleo poblacional del actual municipio de La Habana del Este lo fue Cojímar. 
Sobre la presencia estable de colonizadores en la zona, data de  1554; paulatinamente se forma poco a poco un núcleo poblacional. En 1633 existe constancia de la donación de 1000 ducados por sus habitantes para la construcción del Torreón. En 1649, al concluirse el mismo, el sitio de población correspondía a 137 personas, distribuidas en 37 viviendas. 
Como pueblo, Cojímar existe desde el siglo XVII. Hubo una prohibición de construir viviendas en los alrededores del castillito y no es hasta 1831, con la publicación de un edicto del cabildo de Guanabacoa, que se autoriza y dispone la construcción de viviendas, permiso al que estaba negado el Comandante militar de la zona. 
Este cabildo publica un edicto el 3 de noviembre de 1837, en el que se otorga oficialmente a Cojímar el nombre de Nuestra Señora del Rosario, en virtud de un oratorio establecido por Vicente Gonzáles en la casa de Cecilio Jácome, consagrado a dicha virgen desde 1823. 

### SigloXIX
Cuando en Europa y Norteamérica se ponen de moda los balnearios para veranear, a mediados del siglo XIX, la burguesía criolla cambia sus costumbres de veranear en los ingenios, cafetales o en quintas de recreo del cerro, Marianao, Puentes Grandes y Santa María del Rosario, para reunirse en las costas de la playa Baracoa. Cojímar poseía riquezas conocidas por sus aguas mineromedicinales, que desde principios de este propio siglo fueros descubiertas por la población desposeída de los barrios pobres de Regla, Casablanca, Santa María del Rosario y Guanabacoa, dándole esta condición carácter de playa popular. 
Mediante colecta política se construyó una carretera que enlazó la villa de Guanabacoa con Cojímar. La construcción de confortables baños para familias blancas y personas de color separados, y la construcción de una ermita católica, bajo advocación de Nuestra Señora del Monte del Carmelo (Virgen del Carmen), en 1879. Esto motivó a familias acomodadas de Guanabacoa, a construir casas para veranear en Cojímar y la edificación de hoteles en el pueblo lo convirtió en afamado balneario, condición de playa que mantuvo hasta mediados de la década de 1940, al abrirse la Vía Blanca. 
En 1878 se establece en Cojímar el punto de entrada y salida del cable submarino para la comunicación telegráfica entre Cuba y Cayo Hueso, operada por la empresa Western Union. 
Cojímar, no afectada por acciones bélicas en la contienda independentista continuó siendo el floreciente balneario, cuyas playas el Cachón (de arenas) y Nuestra Señora de la Asunción (rocosas), le dieron fama entre los habitantes de La Habana, Guanabacoa, Regla y Casablanca. 

### Datos relevantes delsigloXX
- El 10 de marzo de 1907 se inaugura el suntuoso Hotel Campoamor, con la asistencia de Doña Carmen Zayas Basán, viuda de Martí y su hijo el Capitán José Francisco Martí Zayas Basán, entre otras personalidades. En este hotel se hablaban 4 idiomas y fue el lugar preferido de la clase media-alta y alta para pasar la luna de miel.

- El agrimensor Andrés Balaguer traza en 1905 un plano geométrico del nuevo reparto Residencial Loma, y tres años después el rico industrial jabonero catalán Don Joaquín Boada estrena su fastuosa casa Quinta Pedralves, construida por el artífice del art nouveau Mario Rotlland, con exóticos jardines y plantas traídas de tres continentes en 1908.

- El Hotel Campoamor, el exclusivo Residencial Loma y La Quinta Pedralves, marcó un nuevo intento en convertir la playa de Cojímar en un elegante balneario al que llamaban la Tasa de Oro de la Costa Norte.

- En 1906 se monta una pequeña planta generadora de energía eléctrica en la casa de Dr. Antonio Espinal, propietario de cuatro terrenos en la playa, y se pone un servicio de taxi Ford a Guanabacoa.

- El 1 de julio de 1916, el Hotel Campoamor se convierte en el centro médico-educativo Preventorio Antituberculosis José Martí; se inauguró un nuevo balneario, el Cojímar Beach Club, y el millonario industrial chocolatero Milton S. Hershey recibe el permiso para efectuar un servicio de ferrocarril eléctrico entre el barrio de Casablanca y la playa de Cojímar, y compra 150 000 m² de terrenos parcelados.

- La crisis económica conocida con el nombre de las ``vacas flacas´´ frenó el intento de convertir a Cojímar en un balneario exclusivo. El primer parque de Cojímar se inaugura el 22 de febrero de 1923, ese año comienza el servicio del tren eléctrico con 36 viajes diarios. Un bodegón especializado en productos frescos del mar con el nombre de Las Arecas, que más tarde tomó el actual nombre de La Terraza, al que le dio la fama el escritor Ernest Hemingway, a través de dos de sus novelas.

- El 20 de octubre de 1926 un furioso ciclón destruye las humildes casas de los pescadores de Cojímar.

- En la década de 1920, Cojímar se convierte en un atractivo Centro Recreativo para bañistas. Se inaugura un nuevo Hotel Loma.

- El Gobierno Machadista construye lujosas mansiones con mármoles y vitrales. A pesar de la coterraneidad de políticos y funcionarios machadistas, jóvenes cojimeros colocaron una bomba en la residencia de Chuchú Lunar, en la calle Victoria esquina a Real y la quema del castillito donde vivía Souto.

- El 6 de septiembre un Presidente estadounidense envía buques de guerra a las costas de Cojímar. El exsecretario en la Guerra de Independencia de Carlos Manuel de Céspedes solicita al Embajador estadounidense que se produzca un desembarco por la boca de Cojímar.

- En las décadas del 40-50, llega el desarrollo de los deportes. Los jóvenes cojimeros practicaron hasta 12 deportes.

- En junio de 1945 se pesca a unos tres km frente al castillito el mayor tiburón blanco que se haya fotografiado, pesaba más de 7,000 libras y  21 pies de longitud. De acuerdo con Eduardo Echenique, famoso pescador internacional, este se pudo pescar utilizando palancres y arpones. Fueron seis pescadores los que participaron. Se le nombró en el periódico Le Monde como El Monstruo de Cojimar
- Fundada en septiembre de 1972 y ubicada en la avenida central de Cojimar y la calle los Pinos en una extensa área de árboles frondosos la Universidad de Pedagógica "José Martí" para la formación de Maestros y el Instituto Politécnico de la Construcción, ambas instituciones con un gran prestigio local y nacional para el ministerio de educación (MINED) extinguida en el mes de junio del 2014, ya que a partir del curso 2014-2015 se integra a la Universidad de Presidente Salvador Allende en el municipio de Boyeros, de la ciudad de La Habana para unir las mismas en la Universidad de perfeccionamiento pedagógico de la educación. En el presente de esta localización se encuentra la Facultad de ciencias médicas de La Habana del Este.
- Entre agosto y septiembre de 1994, Cojímar fue un punto privilegiado de embarque durante la llamada crisis de los balseros tras la manifestación por el descontento social, llamado Maleconazo.

### Cojímar en la actualidad
En la actualidad Cojímar cuenta con áreas protegidas como la manigua costera y el paisaje natural Valle del Río Cojímar. También cuenta con yacimientos arqueológicos como la cueva del Indio y Hoyo de Cojímar. Contamos también con la glorieta y busto dedicado al escritor Ernest Hemingway, personalidades de la cultura como el actor Salvador Wood y su hijo Patricio, Raúl Corrales, fotógrafo de renombre internacional, los escritores Mirta Yáñez y Arturo Arango, el famoso artista de la plástica Nelson Domínguez, el artista internacional Jesús Abreu, y el compositor de fama internacional Rene Touzet.  
Una obra relevante en los últimos años ha sido la construcción del Complejo Deportivo Panamericano y la Villa, edificada para sede de los deportistas de los Juegos Panamericanos de 1991, que una vez finalizado los mismos fue entregado para vivienda de los constructores, obreros destacados en su mayoría y la otra parte fue dedicada al desarrollo turístico.
Cojímar es también conocida por ser la ciudad natal de la cantante latina Camila Cabello, que hasta el año de 2016 fue integrante del grupo pop femenino Fifth Harmony, y del actor William Levy, quien ha protagonizado telenovelas en México.

## Límites
- Al norte, con el estrecho de la Florida.
- Al sur, con la avenida Monumental.
- Al Oeste con la avenida que da acceso al estadio Panamericano y el Reparto Camilo Cienfuegos, Municipio Habana del Este.
- Al Este, con Alamar.

## Flora y fauna
La fauna en al área de Cojímar está marcada por el gran endémico predominante y está comprendida dentro de la clasificación de animales mesófilos representados por gran cantidad de insectos como la hormiga, termitas, cucarachas, pulgones, abejones, mariposas, etc. También existen escorpiones en abundancia. Entre los vertebrados predominan los lagartos y aves insectívoras. En lo que representa la fauna marina, se destacan especies de pesca deportiva en las aguas profundas: Aguja, Dorado, Castero, entre otros. También existen especies marinas entre las que se encuentran pulpos, erizos, algas, etc.   
En esta localidad existe la Micro reserva Natural llamada Valle de Cojímar, que tiene una extensión de 5 km². Se encuentra en el curso inferior del río, muy cerca de la desembocadura, su vegetación está caracterizada por un bosque en galería, que recibe este nombre porque en determinada época del año sus árboles pierden gran parte de sus hojas. Entre ellos tenemos flamboyán, almácigo, mangle, etc. Los valores más relevantes del lugar son el Piper, Cojímar-ranun, especie endémico de esa micro- reserva y única en ciudad de La Habana, de uno de dos ha con vegetación virgen. En la parte más llana de esta micro-reserva existe esporádicamente explotación agrícola. En la zona del antiguo cauce del río se pueden observar matorrales, almendros, así como manglares y macios de la parte más pantanosa. En la pendiente hay cultivos frutales, por la zona de la playa se puede apreciar una vegetación de costa arenosa caracterizada por uvas caletas y cocoteros. En la localidad también existió una especie llamada Annona herbanecia, más conocida como anón enano de Cojímar, pero el último individuo desapareció por la mano del humano.

## Relieve
En su relieve terrestre se encuentra los procesos externos como: los marinos, los fluviales, etc., que le dan una homogeneidad relativa. Cojímar es básica una llanura formada por disoluciones y disposiciones fluviales, donde predominan las rocas calizas. La disolución de los elementos de las calizas por la acción del oleaje del mar al romper en el litoral produce los lapies o dientes de perro (crestas y puntas cortantes sobre las rocas separadas por franjas estrechas). También hay terrazas. Se presentan algunas depresiones y pequeñas elevaciones y pendientes. El área más elevada de nuestra localidad es la loma "Urnía" que se encuentra ubicada en el Instituto Politécnico de la Construcción, el Instituto de Perfeccionamiento Educacional y la Filial Pedagógica "José Martí". El río Cojímar divide la loma "Urnía" de la "San Pedro", está última pertenece a la localidad de Alamar. Las partes fundamentales del relieve de Cojímar son sus ríos, sus costas y su bahía. Tiene costas rocosas y arenosas. Las rocosas están formadas por rocas de seboruco aflorado (diente de perro). Las costas arenosas se encuentran entre el cachón y la Puntilla.

## Suelos
Los suelos de Cojímar son medianamente productivos por su composición, por el relieve que existe en el lugar y por las lluvias que se dan en la zona, pero se ven afectados en muchos lugares por la presencia del salitre del mar. Es por esto que se utilizan poco para el cultivo estatal, y se utilizan más bien en sembrados de vecinos del lugar. 
Son suelos resistentes por la cantidad de rocas que poseen, lo que facilita que las construcciones que se realizan sean duraderas. 
En los márgenes del río se han formado estrechos planos de inundaciones y en primer nivel de terrazas fluviales.

## Hidrografía

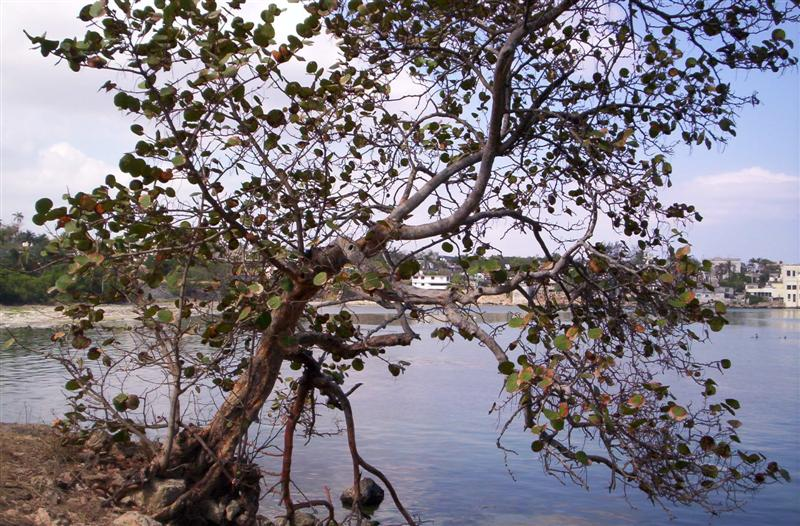
Árbol en el Cachón.

Cojímar posee una cuenca hidrográfica subterránea, cuando el agua de lluvia penetra en las rocas permeables de su terreno, se almacena y fluye subterráneamente, dirigiéndose hacia el cauce el río y después hacia el mar. Por eso en la localidad hay pozos de agua potable. 
En Cojímar hay un río que se localiza en la vertiente norte que nace en la llanura La Habana-Matanzas, en el municipio de San Miguel del Padrón y que lleva el nombre del lugar nace, y desemboca en la boca del pueblo. Su longitud es de 22 km y su cauce pasa por 7 micropresas, con una densidad de drenaje de 1,9 km², pero en Cojímar solo llega a 3,7 km de longitud (avenida monumental y boca de Cojímar). El drenaje superficial del río está alterado por la urbanización de la zona.  El relieve en esta zona presenta, generalmente obras de hasta 50 m s. n. m.  y con pendientes verticales de mucha inclinación. El río pasa por los municipios de Cotorro, Guanabacoa y Habana del Este, en dirección SNO, y cuenta con 5 afluentes.
Se encuentra atrincherado, formando curvas o que debieron aparecer a medida que el anticlinal fue levantándose por lo que se dice que es un río antecedente, es decir, que fluía antes de que se formara el paisaje del que parte y que fue erosionado sus alrededores, aportando sedimentos en la ensenada del mismo nombre, (Boca de Cojímar), donde se formó una playa de barra. En los márgenes del río se han formado estrechos planos de inundación y un primer nivel de terraza fluvial.

## Clima y precipitaciones
En los lugares costeros como Cojímar, la influencia del mar hace pocas variaciones de temperatura entre el día y la noche y aumenta la humedad. La temperatura máxima registrada en Cojímar durante el siglo XX fue el 7 de mayo de 1923, con 35,8 °C y la mínima fue el 11 de enero de 1978, con 8,5 °C, en éste siglo el mes más caluroso fue julio, con un promedio de 27,1 °C y el más frío fue enero con 21,5 °C, la humedad relativa fue de 89 %. Las precipitaciones se comportan acorde a los dos periodos que rigen el país: de sequía y de lluvia.
En Cojímar, el promedio anual de tiempos sin llover es de 46 días. La mayor cantidad de días despejados está en abril y la menor en septiembre. El anticiclón permanente del Atlántico Norte, influye notablemente en nuestro País, principalmente en julio y agosto. Si éste se impone en el verano, el ambiente es cálido y seco, con altas temperaturas, pocas nubes y poca lluvia. Cuando ocurre una penetración del mar se afecta grandemente la población, la cual se evacua instantáneamente. La influencia del mar también se hace notar en la costa y el suelo.

## Deporte y ocio
La localidad cuenta con un centro deportivo donde se practican 12 disciplinas. Cuentan con destacados atletas como Conchita Ibáñez, Narciso Oliva y varios jóvenes. Ganaron medallas de bronce José María López y José Yanes, Dr en Fsisiología del Deporte y fundador del Instituto Superior de Cultura Física “Manuel Fajardo”,  Israel Sánchez "el guajiro", y Nelo Pérez medalla de plata. En 1947 se celebró el primer torneo de la pesca de la aguja. Con la construcción de la villa panamericana la actividad deportiva se intensificó y forma parte del pasatiempo de sus habitantes. También cabe destacar a Pedro Val Bargueira, Jefe de entrenadores de la selección nacional cubana de Lucha Greco-romana el cual ha obtenido entre otros logros, varias medallas de oro tanto en campeonatos Mundiales como en Juegos Olímpicos, a Rafael Ramos Olivera, medallista de bronce en los Juegos Centroamericanos de Jamaica y fundador de la Escuela Nacional de Entrenadores de Lucha y del Instituto Superior de Cultura Física “Manuel Fajardo” y a Octavio Suárez Calzadilla atleta de alto rendimiento en Gimnasia Deportiva, el cual obtuvo varias medallas en distintos campeonatos nacionales e internacionales y Juegos Panamericanos y Olímpicos
En la región han habitado grandes artistas, tales como: el afamado fotógrafo Raúl Corrales, el artista plástico Nelson Domínguez, los actores Salvador, Patricio Wood y William Levy, la actriz Eloísa Álvarez Guedez, Hilda Rabilero, los escritores Mirta Yáñez y Arturo Arango, el compositor, pianista, arreglista y director de orquesta de fama internacional Rene Touzet, el maquillista internacional [Jesús Abreu], el poeta Ernesto Díaz Rodríguez, la joven cantante Camila Cabello (Fifth Harmony) entre otros. También cabe destacar a Pedro Val Bargueira, Jefe de entrenadores de la selección nacional cubana de Lucha Greco-romana el cual ha obtenido entre otros logros, varias medallas de oro tanto en campeonatos Mundiales como en Juegos Olímpicos, a Rafael Ramos Olivera, medallista de bronce en los Juegos Centroamericanos de Jamaica y fundador de la Escuela Nacional de Entrenadores de Lucha y del Instituto Superior de Cultura Física “Manuel Fajardo” y a Octavio Suárez Calzadilla atleta de alto rendimiento en Gimnasia Deportiva, el cual obtuvo varias medallas en distintos campeonatos nacionales e internacionales y Juegos Panamericanos y Olímpicos